# Bundaberg Tennis International 2013
Il Bundaberg Tennis International 2013 (Australia F5 Futures 2013) è stato un torneo di tennis giocato sulla terra rossa. È stata la 5ª edizione del torneo del Bundaberg Tennis International, che fa parte della categoria Futures 15 K nell'ambito dell'ITF Men's Circuit 2013 e della categoria ITF 25 K nell'ambito dell'ITF Women's Circuit 2013. Sia il torneo maschile che quello femminile si sono giocati al Drinan Park Tennis Centre di Bundaberg, dal 25 al 31 marzo 2013.

## Campioni

### Singolare maschile
James Duckworth ha battuto in finale  Jason Kubler con il punteggio di 7–6(11–9), 6–2

### Singolare femminile
Viktorija Rajicic ha battuto in finale  Yurika Sema con il punteggio di 6–4, 6–3.

### Doppio maschile
Dane Propoggia /  Jose Statham hanno battuto in finale  Ryan Agar /  Colin Ebelthite con il punteggio di 6–3, 6–2

### Doppio femminile
Su Jeong Jang /  So-Ra Lee hanno battuto in finale  Miki Miyamura /  Varatchaya Wongteanchai con il punteggio di 7–6(4), 4–6, [10–8].